# Калныньш, Гатис
Га́тис Ка́лныньш (латыш. Gatis Kalniņš; 12 августа 1981, Валмиера) — латвийский футболист, нападающий и капитан клуба МЕТТА/ЛУ.

## Клубная карьера
Гатис начинал свою профессиональную карьеру в клубе «Валмиера» из своего родного города. В 2000 году он дебютировал в Высшей лиге, провёл четыре встречи. В следующем сезоне молодой игрок стал одним из основных форвардов клуба и забил восемь мячей. Летом 2002 года Гатис перебрался в «Сконто», где был основным нападающим на протяжении нескольких лет. В 2009 году форвард покинул команду. Недолго поиграв за «Ауду» и «Юрмалу-VV», Гатис стал игроком кипрского «Отеллоса». Однако и на Кипре форвард надолго не задержался и вернулся в «Юрмалу-VV». Транзитом через «Елгаву» он перебрался в состав команды МЕТТА/ЛУ, в составе которой провёл свыше ста матчей и стал её капитаном.

## Карьера в сборной
Гатис дебютировал за сборную 19 февраля 2004 года в матче против сборной Венгрии. Всего провёл за национальную команду девятнадцать встреч и забил один мяч.

## Достижения
- Чемпион Латвии (3): 2002, 2003, 2004
- Обладатель Кубка Латвии (1): 2002
- Обладатель Кубка Ливонии (3): 2003, 2004, 2005.
- Обладатель Кубка короля Таиланда (1): 2005